# كأس شرق آسيا لكرة القدم
بطولة شرق آسيا لكرة القدم هي مسابقة كرة قدم بين دول ومناطق شرق آسيا تعقد من قبل اتحاد شرق آسيا لكرة القدم. قبل أن يتم تأسيس اتحاد شرق آسيا كانت هناك بطولة تدعى كأس ديناستي تقام بين أفضل منتخبات شرق آسيا الأربعة، وكانت تعتبر بطولة شرق آسيا لكرة القدم غير الرسمية. هناك مسابقة للرجال والسيدات، حيث نظمت أول بطولة للرجال عام 2003 وللسيدات عام 2005. تقام أيضا تصفيات مؤهلة للمنتخبات صاحبة التصنيف الأدنى.

## مسابقات الرجال
| السنة       | المستضيف                        | الفائز           | الوصيف           | المركز الثالث    | المركز الرابع    |
| ----------- | ------------------------------- | ---------------- | ---------------- | ---------------- | ---------------- |
| 2003 تفاصيل | هونغ كونغ · اليابان             | · كوريا الجنوبية | · اليابان        | · الصين          | · هونغ كونغ      |
| 2005 تفاصيل | تايبيه الصينية · كوريا الجنوبية | · الصين          | · اليابان        | · كوريا الشمالية | · كوريا الجنوبية |
| 2008 تفاصيل | ماكاو · الصين                   | · كوريا الجنوبية | · اليابان        | · الصين          | · كوريا الشمالية |
| 2010 تفاصيل | غوام · تايبيه الصينية · اليابان | · الصين          | · كوريا الجنوبية | · اليابان        | · هونغ كونغ      |
| 2013 تفاصيل | كوريا الجنوبية                  | · اليابان        | · الصين          | · كوريا الجنوبية | · أستراليا       |
| 2015 تفاصيل | الصين                           |                  |                  |                  |                  |

### فائزو مسابقة الرجال
| فريق           | ألقاب          | الوصيف               | المركز الثالث  | المركز الرابع  |
| -------------- | -------------- | -------------------- | -------------- | -------------- |
| كوريا الجنوبية | 2 (2003، 2008) | 1 (2010)             | 1 (2013)       | 1 (2005)       |
| الصين          | 2 (2005، 2010) | 1 (2013)             | 2 (2003، 2008) | 0              |
| اليابان        | 1 (2013)       | 3 (2003، 2005، 2008) | 1 (2010)       | 0              |
| كوريا الشمالية | 0              | 0                    | 1 (2005)       | 1 (2008)       |
| هونغ كونغ      | 0              | 0                    | 0              | 2 (2003، 2010) |
| أستراليا       | 0              | 0                    | 0              | 1 2013)        |

### جوائز الرجال

#### أفضل لاعب
| السنة | اللاهب           |
| ----- | ---------------- |
| 2003  | يو سانغ تشول     |
| 2005  | جي منغي          |
| 2008  | كيم نام إيل      |
| 2010  | دو وي            |
| 2013  | هوتارو ياماغوتشي |

#### الهداف
| السنة | اللاعب                                           | أهداف |
| ----- | ------------------------------------------------ | ----- |
| 2003  | تاتسوهيكو كوبو                                   | 2     |
| 2005  | لم تقدم جوائز                                    |       |
| 2008  | يوم كي هون بارك تشو يونغ كوجي ياماسي جونغ تاي سي | 2     |
| 2010  | كو بو لي دونغ غوك لي سيونغ ريول كيجي تامادا      | 2     |
| 2013  | يويتشيرو كاكيتاني                                | 3     |

## مسابقات السيدات
| السنة       | المستضيف                 | الفائز           | الوصيف           | المركز الثالث    | المركز الرابع    |
| ----------- | ------------------------ | ---------------- | ---------------- | ---------------- | ---------------- |
| 2005 تفاصيل | كوريا الجنوبية           | · كوريا الجنوبية | · كوريا الشمالية | · اليابان        | · الصين          |
| 2008 تفاصيل | الصين                    | · اليابان        | · كوريا الشمالية | · الصين          | · كوريا الجنوبية |
| 2010 تفاصيل | تايبيه الصينية · اليابان | · اليابان        | · الصين          | · كوريا الجنوبية | · تايوان         |
| 2013 تفاصيل | كوريا الجنوبية           | · كوريا الشمالية | · اليابان        | · كوريا الجنوبية | · الصين          |
| 2015 تفاصيل | الصين                    |                  |                  |                  |                  |

### فائزو مسابقة السيدات
| فريق           | ألقاب            | الوصيف           | المركز الثالث    | المركز الرابع    |
| -------------- | ---------------- | ---------------- | ---------------- | ---------------- |
| اليابان        | 2 (2008)، (2010) | 1 (2013)         | 1 (2005)         | 0                |
| كوريا الجنوبية | 1 (2005)         | 0                | 2 (2010)، (2013) | 1(2008)          |
| كوريا الشمالية | 1(2013)          | 2 (2005)، (2008) | 0                | 0                |
| الصين          | 0                | 1 (2010)         | 1 (2008)         | 2 (2005)، (2013) |
| تايوان         | 0                | 0                | 0                | 1 (2010)         |

### جوائز السيدات

#### أفضل لاعب
| السنة | اللاعبة     |
| ----- | ----------- |
| 2005  | هو سون هوي  |
| 2008  | هوماري ساوا |
| 2010  | هوماري ساوا |
| 2013  | كم ان جو    |

#### الهداف
| السنة | اللاعب                                       | أهداف |
| ----- | -------------------------------------------- | ----- |
| 2005  | لم تقدم جوائز                                |       |
| 2008  | شينوبو أوهنو                                 | 3     |
| 2010  | هان دوان مانا إيوابوتشي لي جانغ مي يو يونغ آ | 2     |
| 2013  | هو ان بيول                                   | 2     |

## وصلات خارجية
- موقع بطولة 2008
- اكصائيات كأس ديناستي